# جون سيلفر (طبال)
جون سيلفر (بالإنجليزية: John Silver)‏ هو طبال أمريكي، ولد في 1950.

## وصلات خارجية
- جون سيلفر على موقع ميوزك برينز (الإنجليزية)
- جون سيلفر على موقع ديسكوغز (الإنجليزية)